# 施士箴
施士箴，福建晋江人，是一名清朝政治人物。
施士箴曾于1739年接替韩墉任南汇县知县一职，1740年由林瑛接任。